# Braziliaans konijn
Het Braziliaans konijn (ook tapeti, Sylvilagus brasiliensis)  is een zoogdier uit de familie van de hazen en konijnen (Leporidae). De soort komt voor in Midden- en Zuid-Amerika.

## Naamgeving
De wetenschappelijke naam van de soort werd als Lepus brasiliensis in 1758 gepubliceerd door Carl Linnaeus.

## Verspreiding
Het verspreidingsgebied van het Braziliaans konijn loopt van zuidoostelijk Mexico tot het noorden van Argentinië. Regenwouden van zeeniveau tot 2.500 meter vormen het leefgebied van het Braziliaans konijn. Dit dier leeft met name in bosranden en langs rivieroevers. In zuidelijk Midden-Amerika komt het Braziliaans konijn tot op 1.100 meter (Cordillera de Talamanca) of 1.500 meter (noordelijk Costa Rica) voor en wordt het in hoger gelegen gebieden vervangen door het Dices katoenstaartkonijn. In de drogere streken van Midden- en Zuid-Amerika, zoals savannes en droogbossen, komt het Floridakonijn voor.

## Uiterlijk
Het Braziliaans konijn is ongeveer 38 cm lang en circa 850 gram zwaar. Vrouwelijke konijnen zijn groter dan mannetjes. In vergelijking met het Floridakonijn heeft het Braziliaans konijn kortere oren een kortere, minder opvallende staart.

## Leefwijze
Het Braziliaans konijn is met name actief tijdens de schemering en 's nachts. Het is een solitair levend dier. Gras vormt het voornaamste voedsel van het Braziliaans konijn. Daarnaast worden ook schimmels gegeten. Nesten maakt het Braziliaans konijn in gedroogd gras. In het noorden van het verspreidingsgebied verloopt de voortplanting het gehele jaar met twee tot acht jongen per worp na een draagtijd van ongeveer een maand. In het hooggebergte van de Andes is de draagtijd met anderhalve maand langer. Het Braziliaans konijn is de natuurlijke vector van myxomatose, een virus dat geen effect heeft op het Braziliaans konijn of andere katoenstaartkonijnen maar dodelijk is voor het Europees konijn. Het Braziliaans konijn is prooidier voor diverse roofdieren, in het bijzonder de lanspuntslang.

## Ondersoorten
Van deze soort is een groot aantal ondersoorten benoemd waarvan de status echter onduidelijk is.
- Hall somde de volgende ondersoorten ten noorden van de Landengte van Panama op:[4]
  - Sylvilagus brasiliensis consobrinus
  - Sylvilagus brasiliensis dicei
  - Sylvilagus brasiliensis gabbi J. Allen, 1877
  - Sylvilagus brasiliensis incitatus
  - Sylvilagus brasiliensis messorius
  - Sylvilagus brasiliensis truei J. Allen, 1890
- Hoffmann en Smith noemden de volgende ondersoorten ten zuiden van het Panamakanaal:[5]
  - Sylvilagus brasiliensis brasiliensis
  - Sylvilagus brasiliensis andinus Thomas, 1897
  - Sylvilagus brasiliensis apollinaris Thomas, 1920
  - Sylvilagus brasiliensis capsalis Thomas, 1913
  - Sylvilagus brasiliensis caracasensis Mondolfi & Méndez Aroche, 1957
  - Sylvilagus brasiliensis chillae Anthony, 1957
  - Sylvilagus brasiliensis chotanus Hershkovitz, 1938
  - Sylvilagus brasiliensis defilippi Cornalia, 1850
  - Sylvilagus brasiliensis fulvescens J. Allen, 1912
  - Sylvilagus brasiliensis gibsoni Thomas, 1918
  - Sylvilagus brasiliensis inca Thomas, 1913
  - Sylvilagus brasiliensis kelloggi Anthony, 1923
  - Sylvilagus brasiliensis meridensis Thomas, 1904
  - Sylvilagus brasiliensis minensis Thomas, 1901
  - Sylvilagus brasiliensis paraguensis Thomas, 1901
  - Sylvilagus brasiliensis peruanus Hershkovitz, 1950
  - Sylvilagus brasiliensis sanctaemartae Hershkovitz, 1950
  - Sylvilagus brasiliensis surdaster Thomas, 1901
  - Sylvilagus brasiliensis tapetillus Thomas, 1913